# Mantoida maya
Titanodula formosana (лат.) — вид примитивных богомолов из семейства Mantoididae. Небольшой богомол с длиной тела около 30 мм и почти квадратной переднеспинкой, длина которой равна её ширине. Имаго встречаются с июня по сентябрь в светлых сосновых лесах и кустарниках. Вид известен из США (включая Флориду) и Мексики.